# フェリシアの旅
『フェリシアの旅』（Felicia's Journey）は、1999年製作のカナダの映画である。アトム・エゴヤン監督・脚本。原作はウィリアム・トレヴァーの同名小説。
邦題はDVD化の際には『フェリシア』とされている。

## ストーリー
突然消えた恋人を追って、アイルランドからイギリスのバーミンガムに渡ってきた少女フェリシア。着いたもののなんの当てもなく、途方に暮れていたフェリシアに、親切な中年男性ヒルディッチが声をかけるが、彼には目的があった。

## キャスト
- ボブ・ホスキンス：ヒルディッチ
- エレイン・キャシディ：フェリシア
- アルシネ・カーンジャン：ガラ
- ジェラルド・マクソーリー：フェリシアの父親
- ピーター・マクドナルド：ジョニー